# 昌都紫堇
昌都紫堇（学名：Corydalis chamdoensis）为罂粟科紫堇属下的一个种。

## 扩展阅读
- 維基物種上的相關：昌都紫堇